# Bulainville
Pour l’article ayant un titre homophone, voir Bullainville.
Bulainville est une commune associée du département de la Meuse, en région Grand Est.

## Géographie
Le village est situé sur la rive droite de l'Aire.

## Toponymie
D'un nom de personne germanique Boslin + villa.
Anciennes mentions : Buslanivilla (962) ; Bullani-villa (1047) ; Busleni-villa (1049) ; Buslani-villa (1060) ; Bullenvilla (XIIe siècle) ; Bullainville (1239) ; Blainville (XIVe siècle) ; Bulani-villa (1738).

## Histoire
Le 1er janvier 1973, la commune de Bulainville fusionne avec celle de Nubécourt sous le régime de la fusion-association.

## Politique et administration
| Période                                  | Période | Identité     | Étiquette | Qualité |
| ---------------------------------------- | ------- | ------------ | --------- | ------- |
|                                          |         | Céline Fabry |           |         |
| Les données manquantes sont à compléter. |         |              |           |         |

## Démographie
| 1793 | 1800 | 1806 | 1821 | 1831 | 1836 | 1841 | 1846 | 1851 |
| ---- | ---- | ---- | ---- | ---- | ---- | ---- | ---- | ---- |
| 347  | 373  | 352  | 282  | 290  | 291  | 295  | 309  | 297  |

| 1856 | 1861 | 1866 | 1872 | 1876 | 1881 | 1886 | 1891 | 1896 |
| ---- | ---- | ---- | ---- | ---- | ---- | ---- | ---- | ---- |
| 302  | 297  | 276  | 261  | 252  | 244  | 241  | 228  | 204  |

| 1901 | 1906 | 1911 | 1921 | 1926 | 1931 | 1936 | 1946 | 1954 |
| ---- | ---- | ---- | ---- | ---- | ---- | ---- | ---- | ---- |
| 183  | 183  | 199  | 147  | 120  | 136  | 133  | 107  | 118  |

| 1962 | 1968 | - | - | - | - | - | - | - |
| ---- | ---- | - | - | - | - | - | - | - |
| 110  | 83   | - | - | - | - | - | - | - |